# Paraselenca
Paraselenca is een geslacht van hooiwagens uit de familie Assamiidae.
De wetenschappelijke naam Paraselenca is voor het eerst geldig gepubliceerd door Roewer in 1923. 

## Soorten
Paraselenca omvat de volgende 4 soorten:
- Paraselenca aculeata
- Paraselenca hispida
- Paraselenca marginata
- Paraselenca simonis